# Stripboard

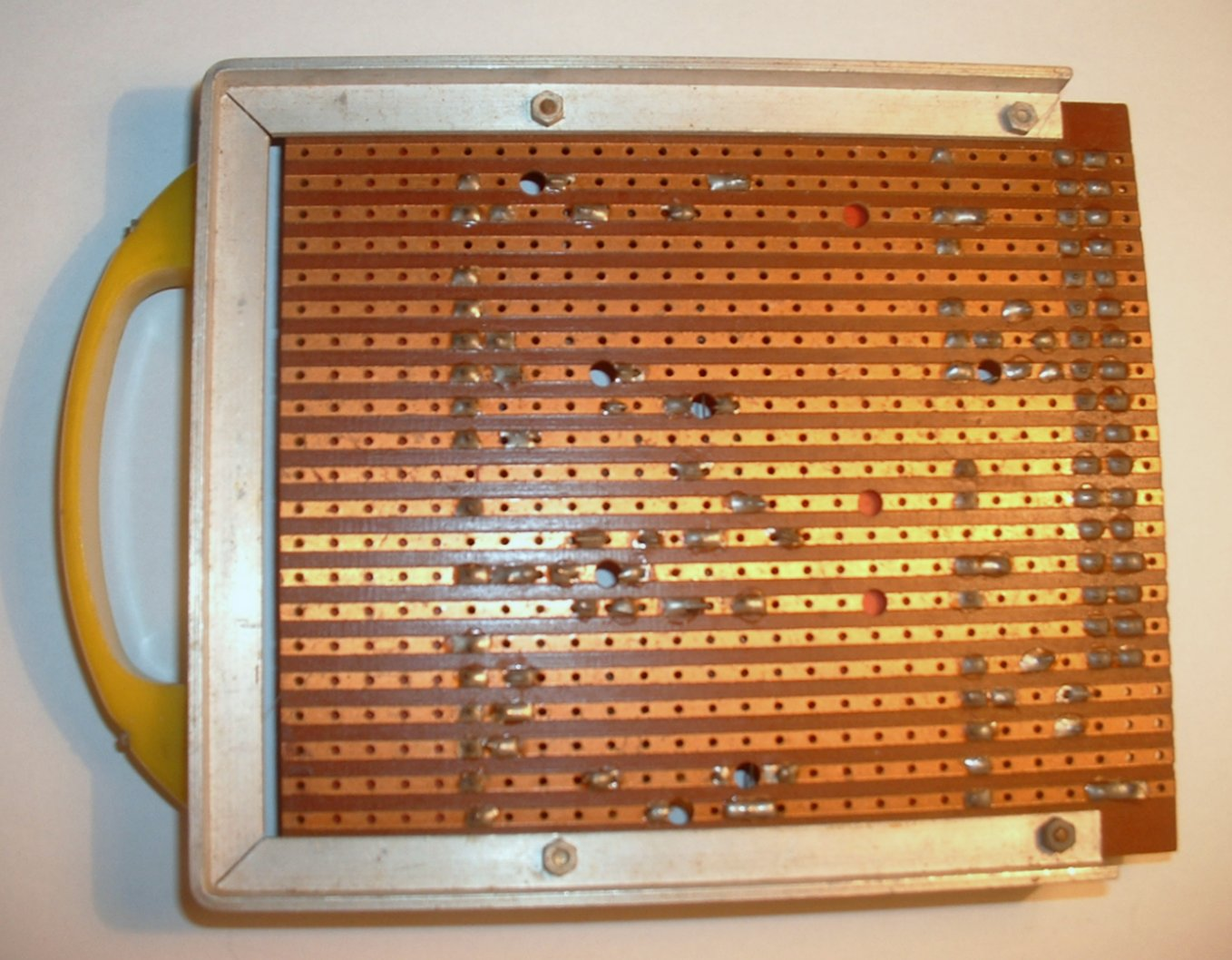
1961 Unitat Veroboard - coure

Una placa de proves (també placa de placa o circuit imprès de plaques de prova) és un component utilitzat en electrònica per fer prototips de circuits elèctrics per tal de poder realitzar comprovacions i mesures abans de procedir al desenvolupament del circuit imprès.
Un dibuix de producció de Vero Electronics Ltd de 1979 mostra un producte Veroboard especial fet per a RS Components Ltd. La versatilitat del tipus de producte veroboard/stripboard queda demostrada pel gran nombre d'exemples de disseny que es troben actualment (2013-07) a Internet.

## Història

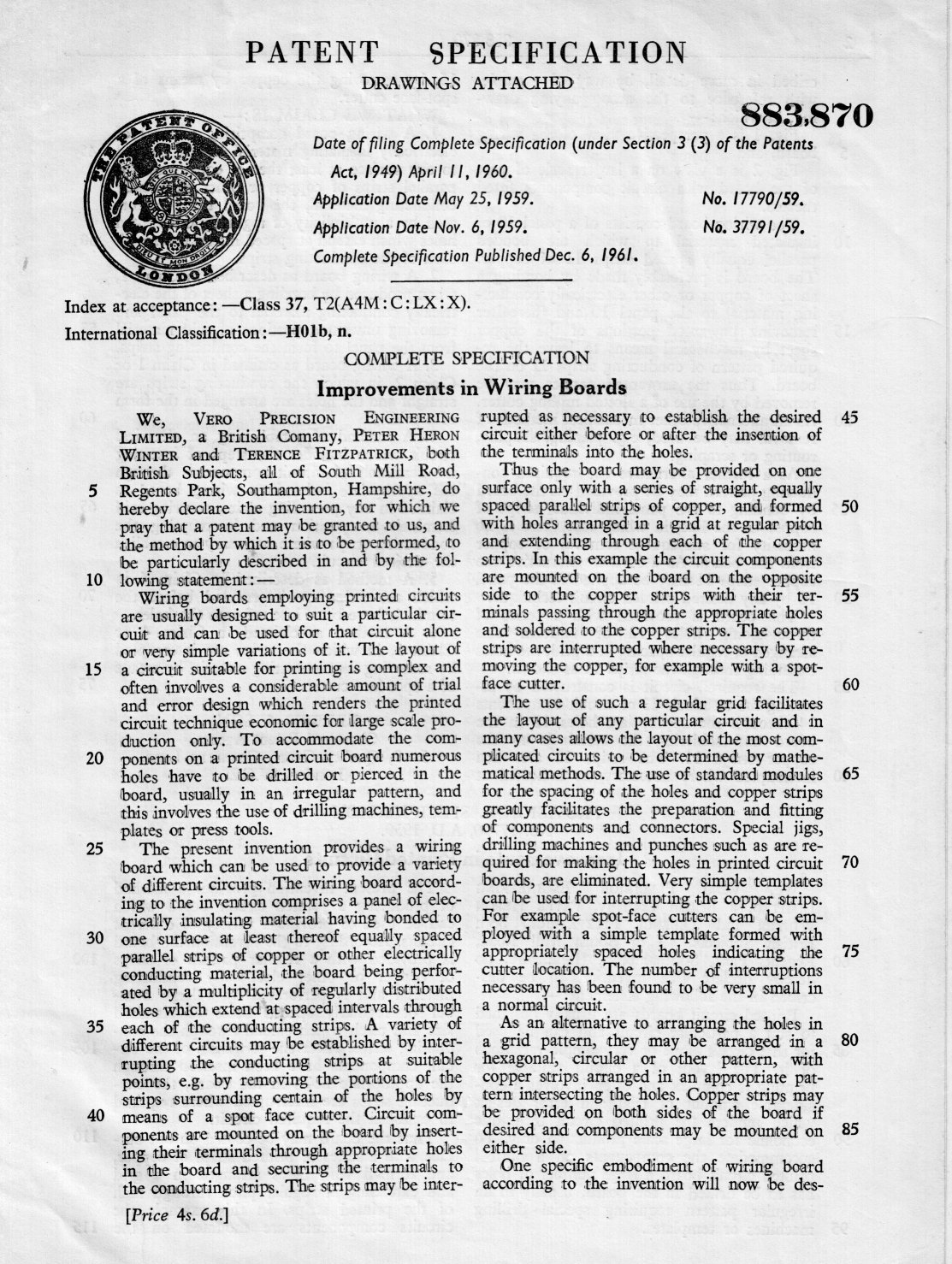
Patent Veroboard

A mitjans de la dècada de 1950, la placa de circuit imprès (PCB) s'havia convertit en un fet habitual en la producció d'electrònica. A principis de 1959, el departament d'electrònica de VPE es va formar quan el director general Geoffrey Verdon-Roe va contractar dos antics empleats de Saunders-Roe Ltd, Peter H Winter (departament de disseny d'avions) i Terry Fitzpatrick (divisió d'electrònica).
Després del fracàs d'un projecte de desenvolupament d'equips de control de màquina-eina, el departament va romandre operatiu com a resultat de l'èxit amb la invenció i desenvolupament del nou material. Els nous equips que utilitzaven tecnologia PCB es van mostrar a l'Exposició de la Federació de Fabricants de Components de Ràdio i Components Electrònics (RECMF) celebrada el 1959 a l'Hotel Dorchester, Park Lane, Londres.
La configuració habitual de la majoria dels PCB d'aquella època tenia components col·locats en un patró regular amb el circuit format per vies conductores semblants a un laberint. Una alternativa interessant, proposada per Fitzpatrick després de visitar l'Exposició RECMF en nom de VPE, preveia una placa de circuit estàndard que transportés conductors en línia recta sobre la qual els components es poguessin dispersar adequadament i connectar-se als conductors per produir el circuit requerit. Una sol·licitud de patent es va presentar immediatament el 25 de maig de 1959 i la invenció va ser desenvolupada per a Vero pels associats Winter, Fitzpatrick i enginyers de taller de màquines.
L'arribada de l'entorn de desenvolupament integrat Arduino, dissenyat per introduir la programació d'ordinadors als nouvinguts que no estiguin familiaritzats amb el desenvolupament de programari, presenta una nova oportunitat per utilitzar Veroboard. El desenvolupament d'Arduino implica regularment l'ús de "escuts", que es connecten a la placa principal Arduino utilitzant l'estàndard 0.1 en connexions de capçalera i porten maquinari d'E/S específic del projecte. Tanmateix, el disseny d'Arduino ho dificulta, ja que un dels quatre endolls de capçalera està compensat amb l'espaiat de 0,1 polzades dels altres en 0,05 polzades.
Actualment, l'empresa britànica Vero Technologies Ltd té la marca comercial britànica de Veroboard. A les Amèriques, la marca registrada Veroboard ara és propietat de l'empresa canadenca Pixel Print Ltd. de Vancouver.

## Descripció

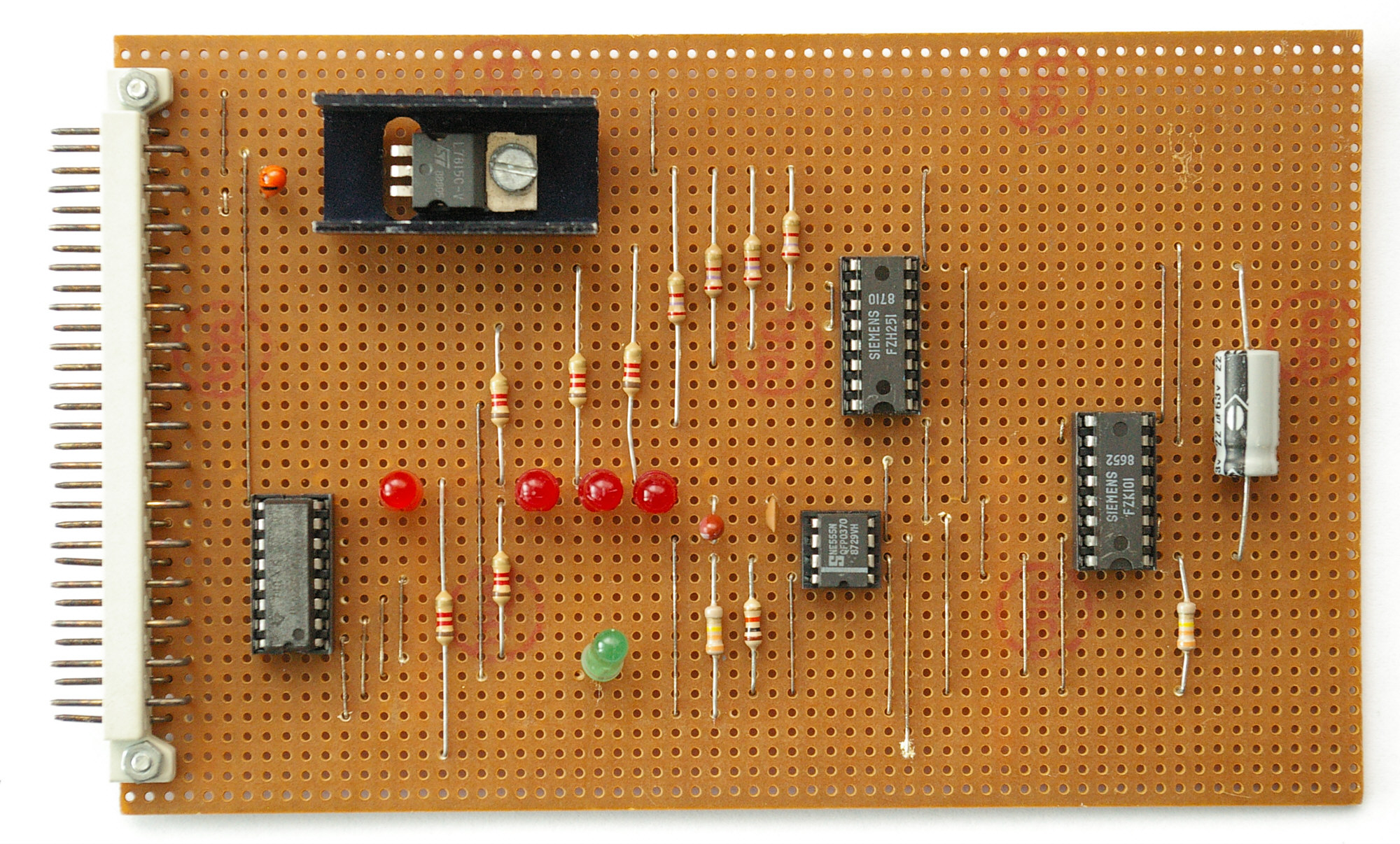
Un exemple de stripboard poblat

Es tracta d'una placa, que pot ser de diverses mides, caracteritzada per una reixeta de forats regulars a una distància de 2,54 mm (és a dir, una dècima de polzada) entre si, la mesura estàndard de la distància entre els pins dels components més electrònica comuna en un contenidor anomenat PTH (literalment en anglès Pass -Through Hole) que requereix un forat per soldar cada pin (cada vegada substituït per dispositius SMD, és a dir, en tecnologia SMT que no requereixen forats per a la fixació).Generalment es fa en vetronita o resina fenòlica encara que hi hagi bases en materials més barats al mercat.
La vetronita, tot i que és més cara, té unes característiques clarament millors: estabilitat dimensional i resistència superior al trencament. La qualitat del tauler també ve determinada per processos posteriors dirigits a facilitar el muntatge i el cablejat dels components; el tauler només pot tenir forats per fixar els components, els forats poden tenir illots de coure nus en un costat, adequats per soldar els cables, els illots es poden pre-estanyar, el forat metal·litzat, tota la superfície pintada (presència de resistència de soldadura).Una placa completa amb aquests processos, a més d'oferir un muntatge fàcil i fàcil de soldar, pot suportar un nombre limitat però suficient de soldadura i desoldació del cable sense danyar-se.

## Característiques

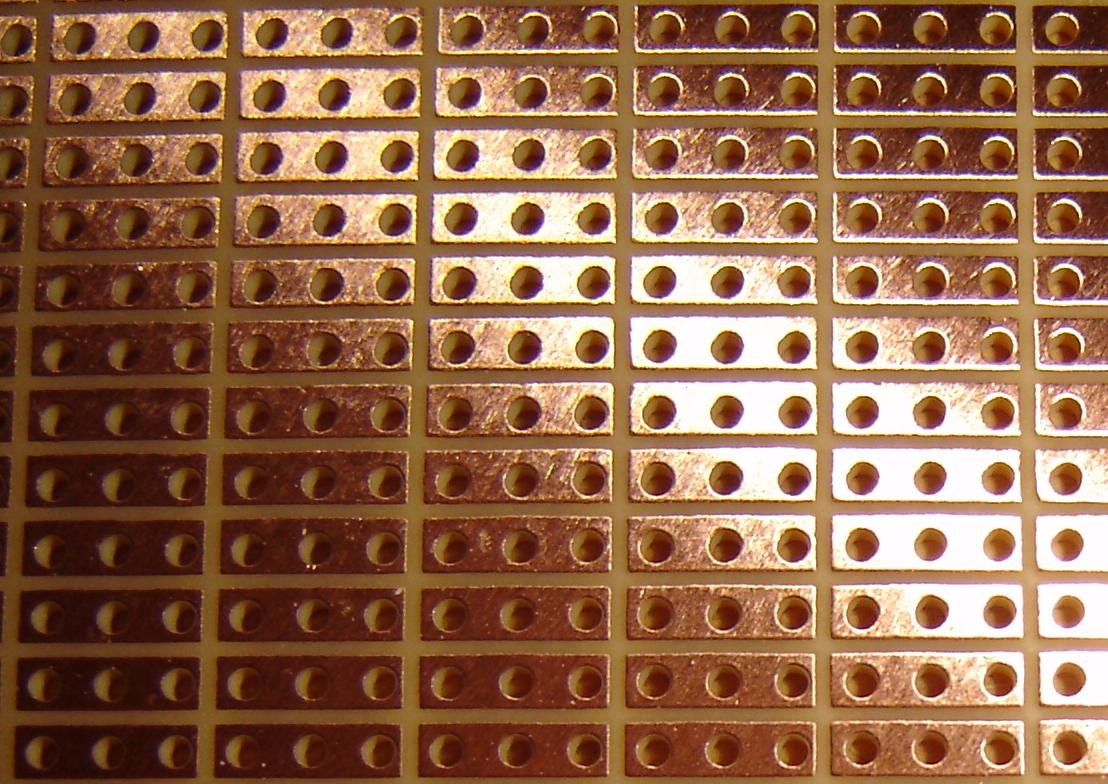
Tauler TriPad amb illots connectats parcialment (més pràctic en algunes aplicacions)

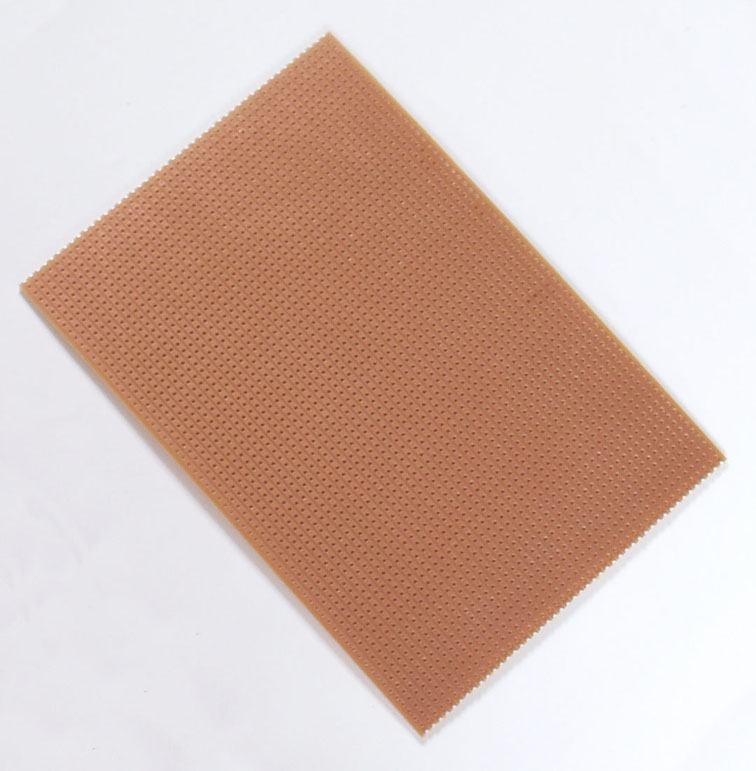
Stripboard / Veroboard (passos connectats en paral·lel)

- Dimensions: molt variables, de vegades 100 x 160 mm (o altres formats. Per exemple "Eurocard")
- Gruix de la base: normalment 1,5 ÷ 1,6 mm
- Gruix de coure en pastilles: 35 µm per un costat o ambdós
- illots de soldadura: circulars o quadrades
- Forats per als cables: amb un diàmetre d'aproximadament 1 mm generalment no conductors (el coure no es diposita en el forat per a la connexió dels illots corresponents als dos costats)
- Materials:
  - Vetronita, FR4, per a bases de bona qualitat (elèctriques i mecàniques).
  - Bakelita, CEM-1, per a taulers barats amb poques característiques elèctriques i mecàniques
- Tractaments:
  - Dipòsit d'estany sobre el coure per evitar l'oxidació (i posterior dificultat per fer les soldadures)
  - Resistent a la soldadura (aïllant de superfície generalment verd) entre les pastilles per millorar l'aïllament elèctric mutu de les pastilles i dificultar els curtcircuits entre elles durant la soldadura.
- Altres característiques (entre moltes):
  - Bases amb forats units en grups més o menys nombrosos
  - Presència de vies de mida més gran per portar les tensions d'alimentació a tota la placa
  - Presència de forats de fixació
  - Presència de parcel·les aptes per allotjar un o més connectors en un format estàndard comú

## Limitacions
Els components SMT no es poden muntar amb les capçaleres tradicionals de la placa, encara que amb una mica de pràctica i paciència es pot trobar una solució temporal.Un altre problema pot ser la creació de plans de blindatge que només es poden obtenir de forma aproximada.